# Bala perdida (película)
Bala perdida es una película peruana realizada el 2001, es la ópera prima del director Aldo Salvini. y basada en el libro Noche de Cuervos del periodista  y escritor Raúl Tola.  

## Sinopsis
Un joven limeño y su grupo de amigos del colegio disfrutan de una noche clandestina que marcará sus vidas para siempre. X llega con sus amigos a Cuzco. La idea es pasarla bien los días que dure su permanencia en esa ciudad mágica y que tiene la característica de las ciudades del sur del Perú. Charly le pinta el otro lado de la ciudad, ese lado salvaje y oscuro, y X está dispuesto a probar de todo porque van a ser sólo unos días los que esté en Cusco y tiene que aprovechar al máximo. Un inesperado final puede ocurrir.

## Reparto
- Rodrigo Sánchez Patiño como X
- Aristóteles Picho como Charlie
- Pablo Saldarriaga como Rafa
- Daniela Sarfati como Pamela[1]
- Ramsay Ross como Timothy
- Nicolás Galindo como Cirrosis
- Alberto Ísola como borracho del burdel
- Katia Condos como Giovanna
- Gianfranco Brero como padre de X
- Melania Urbina como prostituta
- Norma Martínez
- Salvador del Solar
- Gabriel Calvo

## Recepción
La película tuvo una buena recepción para su tiempo con más de 70 mil espectadores, siendo esta una de las primeras películas peruanas de formato digital. Después de los años poco a poco la película fue ganando reconocimiento siendo una película de culto en Perú.

## Premios
Obtuvo el premio de la crítica 5.º encuentro latino americano de Festival de Cine de Lima y fue incluida fuera del concurso en el Festival Internacional de Cine de Mar del Plata.